# Mörtsjön (Hammerdals socken, Jämtland)
Mörtsjön är en sjö i Strömsunds kommun i Jämtland och ingår i Indalsälvens huvudavrinningsområde. Sjön har en area på 1,66 kvadratkilometer och ligger 302,9 meter över havet. Sjön avvattnas av vattendraget Mörtsjöbäcken.

## Delavrinningsområde
Mörtsjön ingår i det delavrinningsområde (704397-148984) som SMHI kallar för Utloppet av Mörtsjön. Medelhöjden är 335 meter över havet och ytan är 10,98 kvadratkilometer. Det finns ett avrinningsområde uppströms, och räknas det in blir den ackumulerade arean 45,69 kvadratkilometer. Mörtsjöbäcken som avvattnar avrinningsområdet har biflödesordning 3, vilket innebär att vattnet flödar genom totalt 3 vattendrag innan det når havet efter 196 kilometer. Avrinningsområdet består mestadels av skog (68 procent). Avrinningsområdet har 1,66 kvadratkilometer vattenytor vilket ger det en sjöprocent på 15,1 procent.